# Erik Naumann
Carl Erik Naumann, född den 11 december 1882 i Helsingborg, död den 26 oktober 1927 i Maria Magdalena församling, Stockholm, var en svensk historiker och arkivman, son till Gösta Naumann.
Naumann blev filosofie doktor i Göteborg 1911, extra ordinarie amanuens i Riksarkivet 1909, förste arkivarie där 1921. Han skrev bland annat Om sekreta utskottet under den tidigare frihetstiden 1719-34 (1911), Om centralförvaltningen under Karl XII:s tid (i "Karl XII", 1918) och Justitiekanslersämbetet (i Historiska studier tillägnade Ludvig Stavenow, 1924), utarbetade register till Historiska handlingar delarna 1–20 (1919) samt fortsatte utgivningen av Kyrkoordningar och förslag därtill före 1686 (med avdelning 3, 1920) och av "Sveriges ridderskaps och adels riksdagsprotokoll" (riksdagen 1755–56, 1, 1923). Han medarbetade vidare i Nordisk familjebok, Historisk tidskrift och, framför allt, i Svenskt biografiskt lexikon, vars redaktionskommitté han tillhörde sedan 1919.

## Biografi
- Om sekreta utskottet under den tidigare frihetstiden 1719-1734. Stockholm: Norstedt & söner. 1911. Libris 21503211. http://hdl.handle.net/2077/13168